# Hanna Hritsenko
Hanna Valentínivna Hritsenko (en ucraïnès: Ганна Валентинівна Гриценко, transliteració internacional: Hanna Hrytsenko) és una activista de l'esquerra ucraïnesa, sociòloga, investigadora dels moviments d'extrema dreta ucraïnesa, i investigadora de gènere. Fundadora i redactora en cap de la publicació en línia Товаришка "Camarada".

## Activitat
Es va graduar a l'Acadèmia de la Universitat Nacional de Kíiv-Mohyla (2004) pàg. - Llicenciatura, 2006 pàg. - màster).
El 2010-2011 va fer un seguiment del discurs de l'odi als mitjans del projecte "Sense Fronteres" del Centre d'Acció Social.
El 2011-2012 va treballar en el projecte Ukrainian Protest and Coercion Data "Dades de protesta i coacció ucraïneses" per al Centre d'Estudis Socials CEDOS.
L'any 2012 es va publicar l'estudi "Gènere, religió i nacionalisme a Ucraïna", on Hanna va ser coautora.
El 2015, va treballar amb coautors en l'estudi "Invisible Battalion: Women's Participation in Military Operations in the ATO", per al qual va escriure la secció més gran sobre l'anàlisi de la participació de les dones en les hostilitats. L'estudi va tenir lloc a l'estiu-tardor de 2015, la coordinadora del projecte va ser la cap de l'organització de voluntaris "Air Intelligence Support Center" Maria Berlinska. El resultat d'aquest treball va ser l'aparició de la iniciativa pública "Batalló Invisible" i el documental "Batalló Invisible".
El 7 de febrer de 2019, representants de grups radicals de dreta van intentar interrompre la conferència d'Anya Hrytsenko, que va tenir lloc a Kíev, a l'espai de la Fundació Cultural Aïllament. Segons l'entitat, la conferència es va dedicar a les raons de la creixent popularitat dels moviments radicals de dreta entre els joves ucraïnesos. Durant l'acte, uns 20 joves, entre els quals Oleksiy Svinarenko "Stalker" de la "Resistència Nacional" i C14, van acudir a la sala i, malgrat la presència de la policia, van pintar cadires amb esvàstiques, van apagar els llums diverses vegades i van cridar durant tot l'acte. Com a resultat, la majoria dels participants van abandonar l'esdeveniment. També van fer una crida a la policia perquè detingués a Hanna Hritsenko en virtut de l'article 161 del Codi Penal "Violació de la igualtat dels ciutadans en funció de la seva raça, nacionalitat o religió". A més, un dels participants es va topar amb els membres del partit Svoboda Ruslan Andriyko i Iuri Noev al passadís.

## Influència
Hanna Hritsenko ha estat descrita com una "investigadora dels moviments de dreta" per publicacions com Radio Liberty, Human Rights Information Center, Public Space, i els projectes Art Arsenal, Docudays UA, entre d'altres.